# Mariage homosexuel en Allemagne

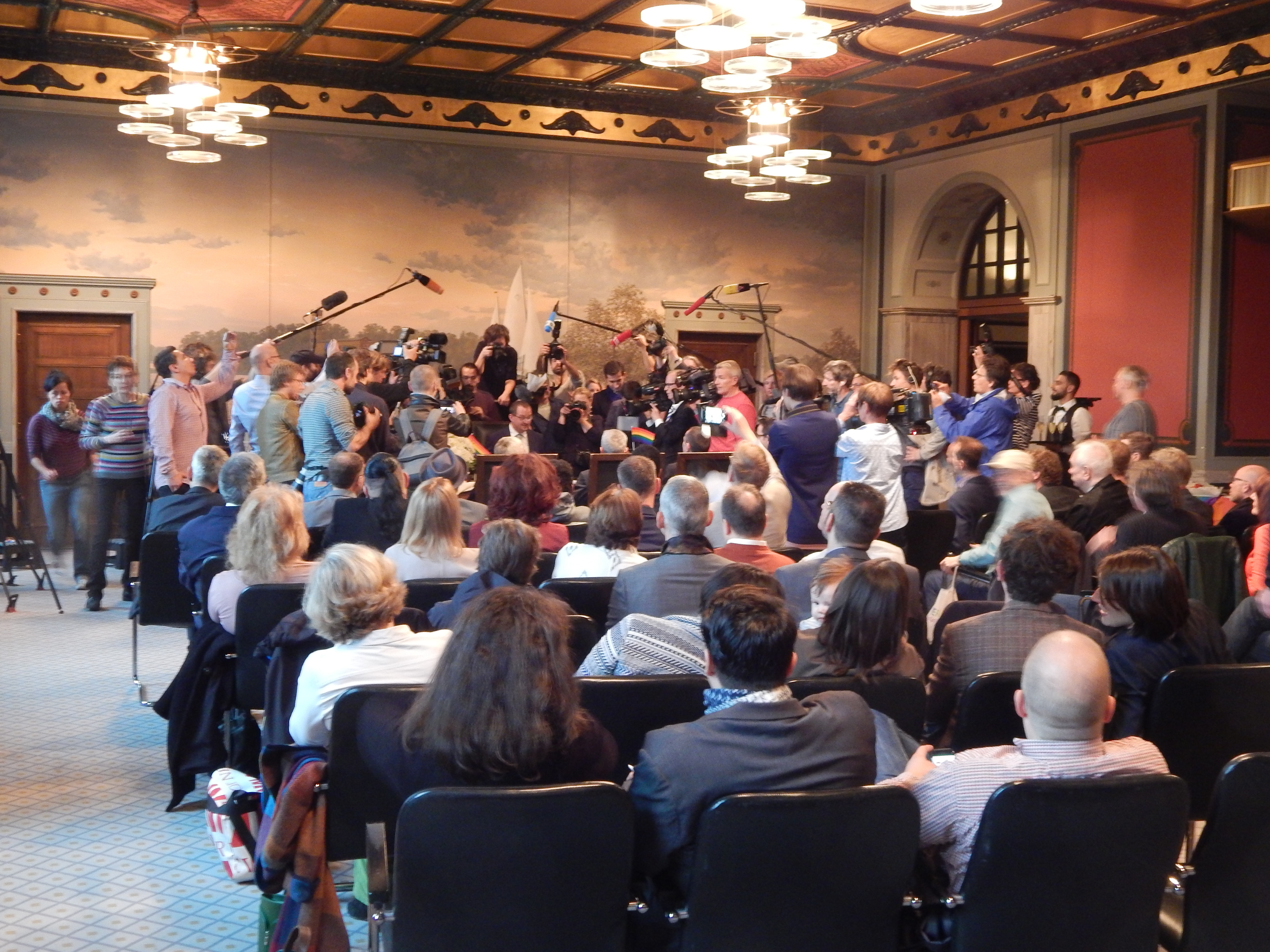
Premier mariage gay à Berlin, en octobre 2017

Le mariage homosexuel est légal en Allemagne depuis le 1er octobre 2017. Cette légalisation est intervenue à l'issue d'un processus législatif entamé le 30 juin 2017 par le vote d'un projet de loi en ce sens au Bundestag par 393 voix pour et 226 contre. Le projet est présenté le 7 juillet suivant devant le Bundesrat, où un vote n'est pas nécessaire, aucune opposition n'ayant été soulevée, même si les représentants CDU du land de Rhénanie-du-Nord-Westphalie refusent de participer à la séance. Le projet de loi est signé par le président Frank-Walter Steinmeier le 20 juillet et sa publication au journal officiel (Bundesgesetzblatt) suit le 28 juillet : les premiers mariages pouvant ainsi être célébrés à partir du 1er jour du troisième mois suivant. La CSU a annoncé vouloir déposer un recours devant le Tribunal constitutionnel fédéral.

## Contexte
L'Allemagne des années 2010 est considérée comme un pays progressiste, et l'un des pays les plus ouverts aux LGBT du monde. À titre d'exemple, un sondage datant de 2013 montre alors que 87 % des Allemands pensent que l'homosexualité devrait être acceptée par la société, un chiffre alors supérieur de 10 points à l'opinion des Français interrogés dans le cadre de la même enquête.
Mais paradoxalement, ce pays largement vu comme l'un des plus progressistes d'Europe de l'Ouest a été l'un des derniers à légaliser le mariage homosexuel dans cette zone géographique. Le New York Times s'étonne ainsi dans un article de septembre 2016 de cet état de fait, non seulement car les pays historiquement catholiques comme la France, l'Espagne ou l'Irlande avaient déjà franchi le pas, mais aussi parce qu'une large majorité d'Allemands soutenaient la légalisation du mariage homosexuel.

## Processus législatif

### Irruption du débat lors de la campagne de 2017
L'ouverture du mariage aux personnes de même sexe fait suite à l'introduction surprise du débat dans la campagne électorale des législatives de 2017, provoquant la décision d'Angela Merkel de laisser les députés de sa majorité voter librement sur le sujet (la chancelière elle-même s'est prononcée contre),. Durant des années, la Chancelière a été opposée à l'ouverture d'un vote sur cette question, citant ses préoccupations sur le « bien-être des enfants ». Bien que les partis favorables à une légalisation soient majoritaire au Bundestag, son parti, la CDU/CSU impose comme condition de coalition avec le Parti social-démocrate d'Allemagne (SPD) un gel du vote sur cette question. Les membres de la CDU/CSU comme du SPD se voient imposer de suivre la consigne de vote du parti, un vote en leur libre conscience leur étant interdit.
Au cours de la campagne électorale pour les élections fédérales allemandes de 2017, néanmoins, le partenaire privilégié de la CDU/CSU, le Parti libéral-démocrate (FDP) pose comme condition pour toute future coalition un vote sur la légalisation du mariage homosexuel. Les autres partis de gouvernement, Les Verts, Die Linke et la SPD, suivent peu après, faisant de cette question un futur point de débat en amont des élections.
Lors d'une interview, Angela Merkel annonce alors ne plus être opposée à un vote de conscience des députés de son parti sur la légalisation du mariage homosexuel, mais après les élections de septembre ; elle explique son changement de position après avoir rencontré, dans sa circonscription, un couple de femmes élevant plusieurs enfants (une rencontre qu'elle qualifie d'« expérience ayant changé sa vie »). Le SPD, la prenant au mot, met au vote au Bundestag le projet de loi auparavant validé par le Bundesrat et jusqu'à présent gelé, et ce le dernier jour avant la fin de la session du parlement, juste avant la période de vacance et les élections de septembre. Le SPD considère alors en effet que l'annonce d'Angela Merkel les délie de leur accord de coalition sur cette question. Après plusieurs jours, Angela Merkel annonce qu'elle accepte que les élus de la CDU/CSU votent en leur libre conscience.

### Vote au Bundestag
Le texte est approuvé le vendredi 30 juin 2017 par une majorité de 393 voix pour contre 226 voix contre, dont les voix contre d'Angela Merkel et du ministre de l'Intérieur Thomas de Maiziere. Les débats parlementaires ne durent que 38 minutes.
| Partis                                                          | Votes  | Votes  | Votes      | Votes |
| Partis                                                          | Pour   | Contre | Abstention | Blanc |
| --------------------------------------------------------------- | ------ | ------ | ---------- | ----- |
| Union chrétienne-démocrate / Union chrétienne-sociale (CDU/CSU) | 75     | 225    | 4          | 5     |
| Parti social-démocrate d'Allemagne (SPD)                        | 192    | –      | –          | 1     |
| Die Linke                                                       | 63     | –      | –          | 1     |
| Les Verts                                                       | 63     | –      | –          | –     |
| Erika Steinbach (indépendante)                                  | –      | 1      | –          | –     |
| Total                                                           | 393    | 226    | 4          | 7     |
| Total                                                           | 62,4 % | 35,9 % | 0,6 %      | 1,1 % |

### Passage au Bundesrat
Le projet de loi de mariage pour tous (« Ehe für alle ») est approuvé au Bundesrat le 7 juillet 2017 sans qu'un recours au vote soit nécessaire, aucune opposition n'ayant été soulevée par ses membres. Le Land le plus peuplé d'Allemagne, celui de Rhénanie-du-Nord-Westphalie ne prend cependant pas part au vote, la CDU au pouvoir en coalition avec le FDP refusant de participer à la séance, bien que le FDP soit pour. Ne manque alors plus à la loi que la signature du président allemand.

### Signature et entrée en vigueur
Le projet de loi est signé le 21 juillet par le président allemand Frank-Walter Steinmeier et publié au journal officiel le 28 suivant. Sauf remise en cause constitutionnelle, la loi entrera en vigueur le premier jours du troisième mois suivant, soit le 1er octobre 2017.

### Litige constitutionnel
La CSU garde cependant son opposition au projet de loi, et annonce qu'elle portera un recours devant le Tribunal constitutionnel fédéral, les termes de l'article 6 de la constitution allemande sur la famille qui utilise les termes restrictifs d'époux et d'épouse pouvant être interprétés comme s'étendant au mariage lui-même. La nécessité ou non de procéder à une réécriture de cet article de la constitution fait débat.